# 日經特集 蓋亞的黎明
日經特集 蓋亞的黎明（日语：日経スペシャル ガイアの夜明け 時代を生きろ!闘い続ける人たち）是東京電視台聯播網自2002年4月14日開始播出的經濟題材紀錄片節目。該節目自開播後至2003年3月30日在每週日22:00至22:54播出，2003年4月1日至2021年3月在每週二22:00至22:54播出，2021年4月2日開始在每週五22:00至22:54播出。「蓋亞」取自於希臘神話中的大地女神。